# Estación de Chinchilla
Chinchilla es una estación ferroviaria española situada en Chinchilla de Montearagón (Albacete), en la actualidad sin servicio. Su origen se remonta al siglo XIX y debido a su condición de nudo ferroviario llegó a ser una de las más importantes del país.

## Situación ferroviaria
La estación forma parte de los trazados de las siguientes líneas férreas:
- Línea férrea de ancho ibérico Madrid-Valencia, punto kilométrico 294,7.[4]
- Línea férrea de ancho ibérico Chinchilla-Cartagena, punto kilométrico 297,7.[4]

## Historia
El ferrocarril llegó a Albacete en 1855 con la construcción de la línea férrea entre Madrid y Almansa, en dirección a Alicante. 
En 1857 se construyó la primera terminal en Chinchilla de Montearagón, donde se montó el intercambiador tanto de esta línea como de la línea entre Madrid y Cartagena, inaugurada en 1865. Se levantó un poblado ferroviario en una llanura a 3 km de Chinchilla de Montearagón, siendo este nudo ferroviario uno de los más importantes del país, con un total de 16 vías. La actual estación se construyó en 1912, de fachada de ladrillo rojo y piedra. A comienzos del siglo XX se llegó a plantear la construcción de un ferrocarril de enlace entre las estaciones de Chinchilla y Vadollano (Linares), si bien el proyecto nunca se llegó a materializar. En 1941, con la nacionalización de todo el ferrocarril de ancho ibérico, la estación pasó a integrarse en RENFE.
Chinchilla fue el nudo ferroviario más importante de Albacete hasta la construcción de la estación de Albacete de 1967, que supuso su decandencia en favor de esta última. La estación fue clausurada en 2002 aunque los trenes siguen pasando a su lado. En la actualidad el parque de vías se ha visto reducido a cuatro, si bien se mantiene el edificio de viajeros.